# Spoorwegongeval

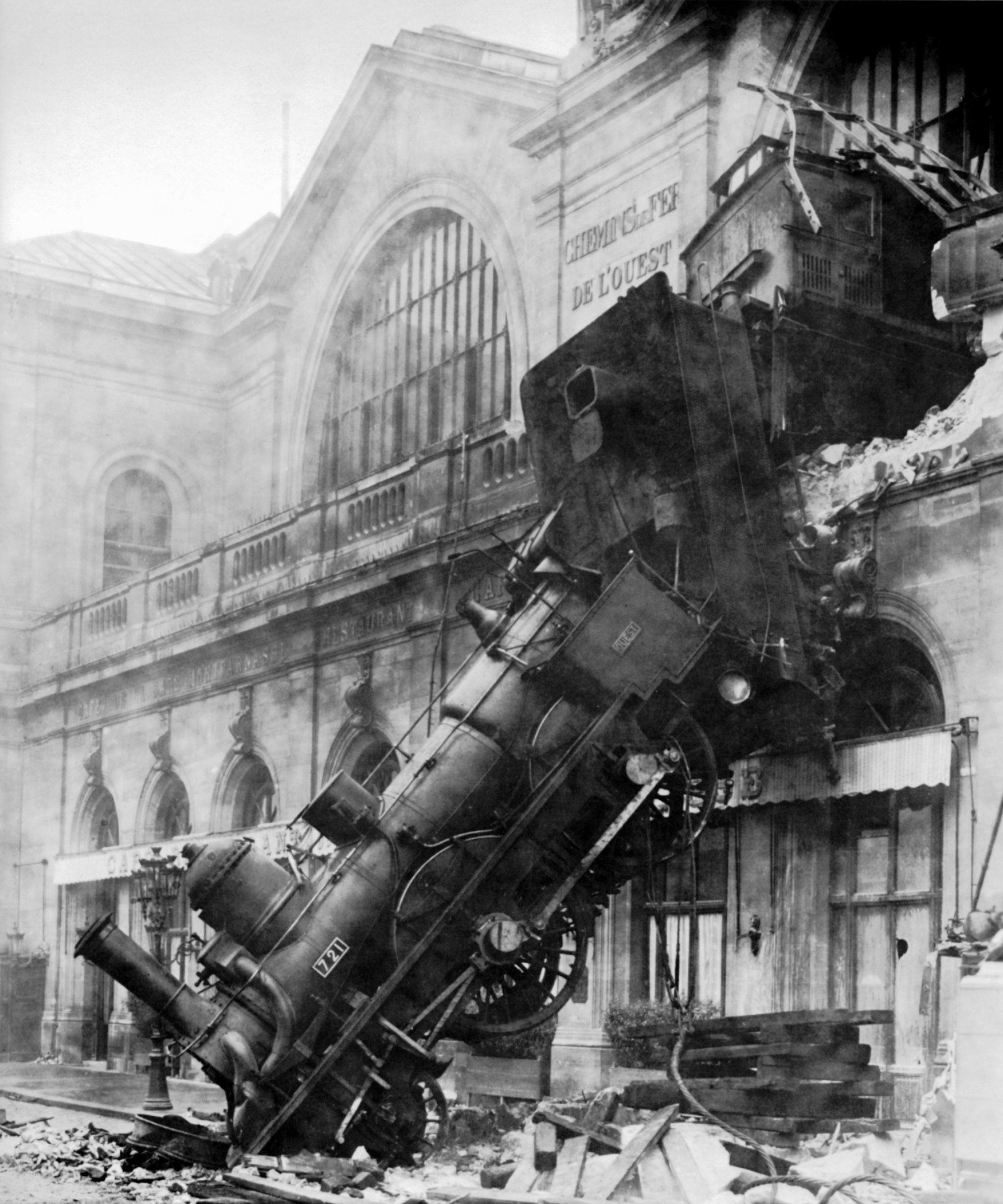
Treinongeval op Gare Montparnasse in 1895.

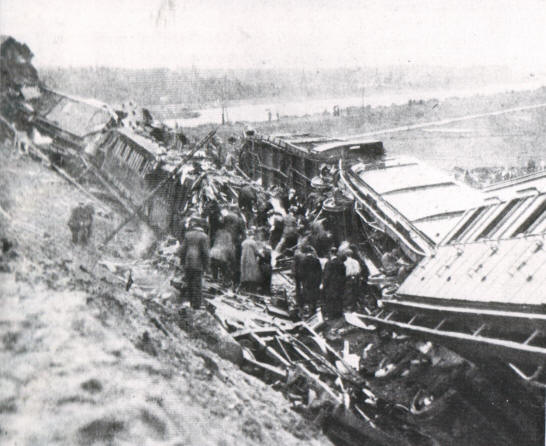
Treinramp bij Weesp in 1918.

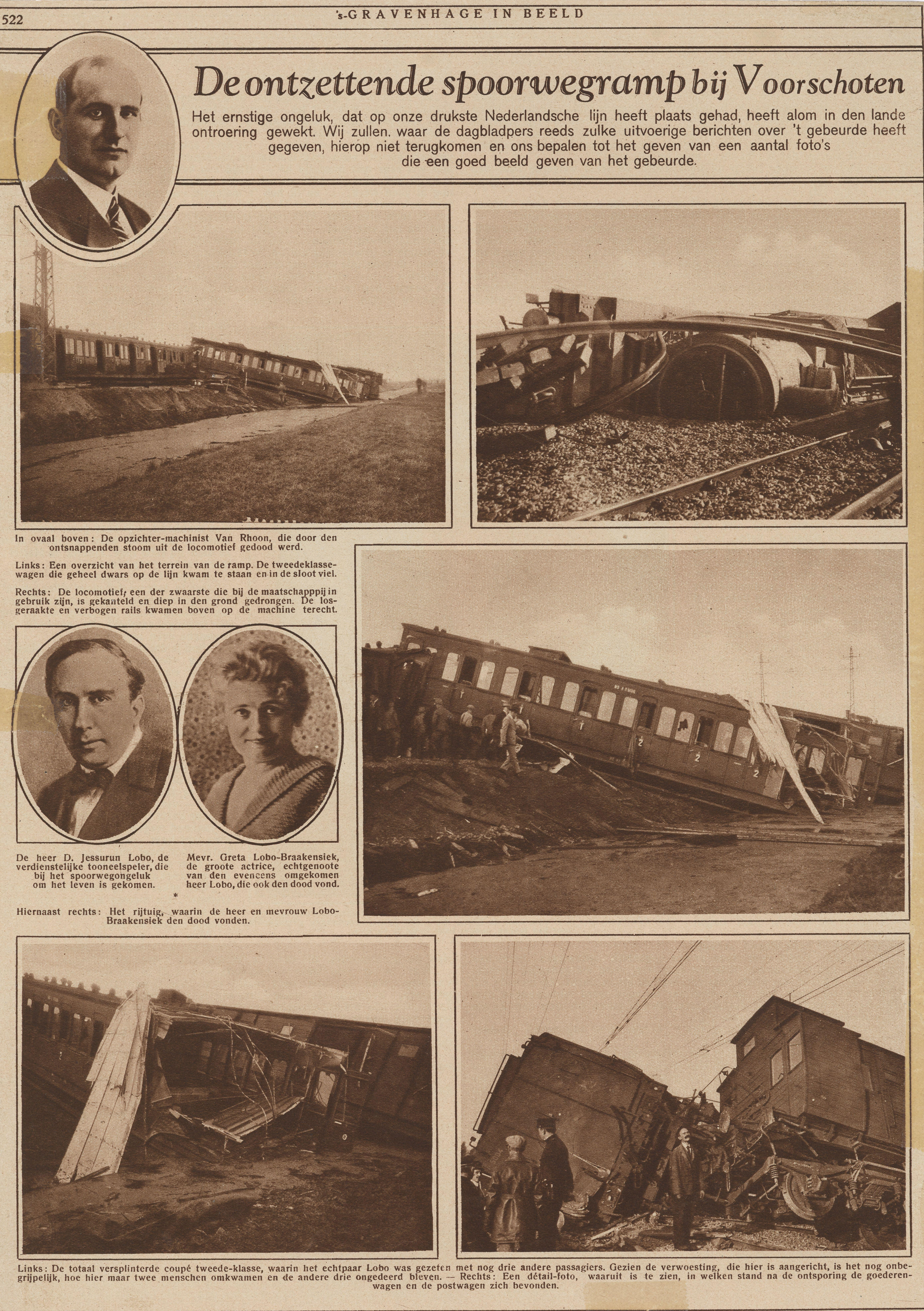
Treinramp bij De Vink op de lijn Den Haag – Leiden op 9 september 1926. Pagina uit "'s-Gravenhage in Beeld", 9-10-1926. "De ontzettende spoorwegramp bij Voorschoten" met illustraties van de verongelukte locomotief en vernielde wagons, de omgekomen hoofd-machinist Van Rhoon en het acteursechtpaar Greta Lobo en David Jessurun Lobo. Het ongeluk gebeurde op ca. 1 kilometer ten zuidwesten van de spoorwegovergang bij De Vink op het baanvak Den Haag – Leiden te Voorschoten.

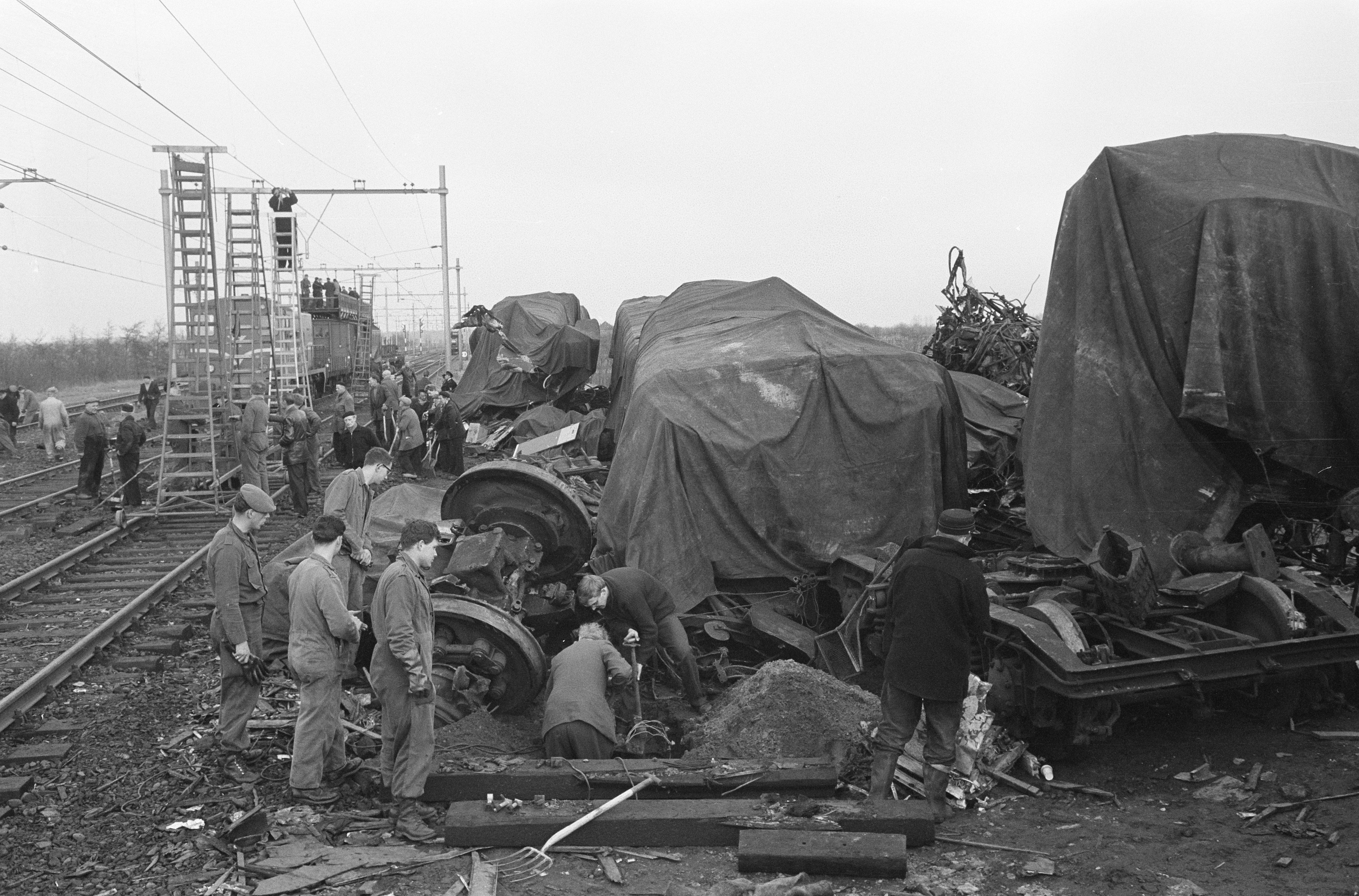
Treinramp bij Harmelen in 1962.

Een spoorwegongeval is een ongeval op een spoorweg waarbij minimaal één trein betrokken is. De volgende types ongevallen zijn te onderscheiden:
- Treinbotsing. Twee of meerdere treinen komen in botsing met elkaar. Dit type botsing is vrij zeldzaam omdat treinen door toepassing van het blokstelsel (met uitzondering van rangeerterreinen) nooit op hetzelfde stuk spoor horen te komen. Vaak is er een beveiliging die een trein stopt als deze onverhoopt een rood sein negeert en daarmee op een stuk spoor waar zich al een trein bevindt dreigt te komen. Als er toch twee treinen met hoge snelheid met elkaar in botsing komen zijn de gevolgen vaak zeer ernstig, zoals bij de Treinramp bij Harmelen.
- Ontsporing. Door een technisch mankement aan een trein of aan de spoorbaan verlaat de trein het spoor. Ook als een trein door een stootblok aan het einde van de rails rijdt, kan er gesproken worden van een ontsporing. Indien een ontsporing bij hoge snelheid plaatsvindt en de trein op een object naast het spoor botst, kan dit ernstige gevolgen hebben zoals bij de Treinramp bij Eschede. Vaak is er slechts sprake van ontsporing van één as of draaistel en blijft de rest van de trein in het spoor, waardoor de schade beperkt blijft.
- Overwegbotsing. Een trein komt in botsing met een voertuig dat de spoorweg oversteekt op een overweg. Indien de botsing plaatsvindt met een personenauto, blijft de schade aan de trein door het hogere gewicht en sterkere constructie doorgaans beperkt, maar een personenauto kan volledig vernield worden met het overlijden van de inzittenden als gevolg. Ook overwegbotsingen met fietsers en voetgangers lopen meestal fataal af.
 Botsingen met zwaardere voertuigen zoals vrachtwagens kunnen wel ernstige gevolgen hebben voor de inzittenden van de trein. Het grootste gevaar is dat een trein door de impact van een botsing ontspoort. Overwegbotsingen komen relatief vaak voor, met name doordat weggebruikers stopsignalen van de overwegsignalering negeren. In Nederland wordt daarom actief beleid gevoerd om overwegen te vervangen door ongelijkvloerse kruisingen.

De eerste dode die viel als gevolg van een spoorwegongeval was het Britse parlementslid William Huskisson die overreden werd door Stephenson's Rocket tijdens de opening van de Liverpool and Manchester Railway op 15 september 1830.
De ernstigste treinrampen ter wereld waren de Treinramp bij Peraliya (2004; minstens 1.700 doden), de Treinramp bij Saint-Michel-de-Maurienne (1917; 700 doden) en de Treinramp bij Ciurea (1917; 600 à 1.000 doden). De ernstigste treinramp in Nederland was de Treinramp bij Harmelen in 1962.
Bij grote spoorwegongevallen in Nederland, kan de Onderzoeksraad Voor Veiligheid een onderzoek instellen.
Een van de Europese maatstaven voor de ernst van spoorwegongevallen is het aantal FWSI: fatalities and weighted serious injuries = aantal doden + (0,1 x het aantal zwaargewonden).

## Nederland
In Nederland bedraagt het aantal FWSI onder reizigers in 2012 3,8. Omgerekend per miljard reizigerskilometers levert dit een getal van 0,22 op.

## België
Hieronder een overzicht van grotere spoorwegongevallen in België, waarbij doden en/of (veel) gewonden vielen.